# Sokhariova
Sokhariova (en rus: Сохарёва) és un poble de l'óblast de Sverdlovsk, a Rússia, segons el cens del 2010 tenia 15 habitants.